# Ibn Sab'în
Ibn Sab'în, (Muḥammad Ibn Abd-al-Ḥaqq Ibn Sab’in ; arabe : محمد بن عبد الحق بن سبعين), né à Murcie en al-Andalus (actuelle Espagne) en 1216 ou 1217 et mort à La Mecque vers 1270, est l'un des éminents philosophes et mystiques soufis de l'Andalousie du XIIIe siècle.

## Biographie
Sa vie est marquée par plusieurs controverses, et il dû faire face à des persécutions, étant souvent incompris de ses contemporains,.
Il acquiert une bonne formation dans les sciences coraniques, la philosophie islamique , la théologie musulmane et le droit musulman. Plus tard il est aussi initié à la mystique. On le trouve ensuite à Ceuta, dans une zawiya, entouré de quelques disciples. D'abord en bonne relation avec le gouverneur de la ville, il est bientôt accusé d'hétérodoxie et doit quitter Ceuta.
Il se rend alors à Bougie, où le grand mystique al-Shustarī devient son disciple. Après quoi, il gagne Tunis, où il fait à nouveau face à des accusations. Il s'en va alors en Égypte, puis à la Mecque. Il soigne le chérif de la Mecque, qui avait une fracture du crâne. Il ne quittera plus cette ville où il a trouvé la paix, et c'est là qu'il meurt vers 1270. Toutefois, selon des traditions qui le concernent, il se serait ouvert les veines, par désir de ne plus reporter la vision de Dieu, une « légende aussi malveillante que fantaisiste », selon Michel Chodkiewicz qui, à la suite de P. Spallino rejette cette affirmation.

## Pensée
Ibn Sab'in est d'abord influencé par Aristote et Plotin,, et dans son Kitāb budd al-‘arif, il a réuni  les connaissances qu'il avait héritées de la tradition grecque. Si le livre n'est pas très original sur le plan philosophique, il constitue un document de grande valeur.
Par la suite, c'est vraisemblablement l'influence d'Ibn Arabi qui l'amène à un monisme faisant de Dieu la forme (c'est-à-dire la cause formelle) de toute chose. Il va alors développer une théorie philosophico-spirituelle de l'union à Dieu. Ibn Sab'in réduit l'existence à l'unité absolue  (wahda mutlaqa) de l'être (wahdat al-wujud). Selon lui, Dieu seul existe, tout le reste n'ayant qu'une existence aussi chimérique, comme l'ombre d'une personne. Il n'y donc qu'une unité dans laquelle est contenue la multiplicité, celle-ci étant la fabrication de l'imagination humaine.
Mêlant les apports grecs et musulmans, il fonde une école doctrinale dans laquelle soufisme et philosophie hellénistique se côtoient, et dont la lignée initiatique (silsila) remonte à des cheikhs andalous, mais aussi à Hermès, Platon et Aristote. Cette voie soufie prône le détachement et la vie errante, et elle prendra, en Égypte, le nom de tariqa sab'îniyya.

### LesQuestions siciliennes
Si l'on a pu douter de l'attribution à Ibn Sab'in des Questions siciliennes (« Al-Masâ’il al-Siqilliyya »), ce n'est plus le cas. Ce livre est constitué des  réponses données par Ibn Sabîn à quatre de questions posées par l'empereur Frédéric II de Hohenstaufen (1194-1250), et qui avaient été transmises à Ibn Sab'in par l’intermédiaire du monarque almohade al-Rashid ‘Abd al-Wâhid (r. 1232-1242).
Les questions de l'empereur portaient sur les sujets suivants: 1) l'éternité du monde; 2) la science divine; 3) les catégories; 4) l'âme. À ces questions, on ajoute parfois une cinquième à propos de l'interprétation du hadith « « Le cœur du croyant est entre les deux doigts du Miséricordieux ». Mais Michel Chodkiewicz rejette cette lecture, arguant qu'il s'agit en réalité d'un long excursus  de plus de quinze pages qu'Ibn Sab'in fait sur ce thème qu'il considère comme un aspect subsidiaire de la question de l'âme (traitée à la question quatre).